# Erdei Klári
Erdei Klári Erdei Klára (Budapest, 1924. szeptember 18. – Budapest, 2017. április 10.) a Magyar Rádió bemondója, műsorvezető.

## Életpályája
Színésznőként diplomázott az Országos Magyar Színművészeti Akadémián. Pályáját a győri Kisfaludy Színházban kezdte 1948-ban. Kolozsvári Grandpierre Emil, a Magyar Rádió akkori műsorigazgató helyettese, és az irodalmi osztály vezetője, a színészek között keresett új bemondókat, így került a Rádióhoz.
Bemondóként Pintér Sándor és Körmendy László tanítványának vallotta magát, de sokat tanult Bán Györgytől is. A szép beszédet még a főiskolán sajátította el Nagy Adorjántól, később a rádióban Péchy Blanka, Ascher Oszkár, Fischer Sándor voltak a mesterei.
1949. május 1-jén dolgozott először a Rádióban, akkoriban még minden műsor egyenesben ment. A bemondóknak novellákat, verseket, zenei szövegeket is kellett olvasniuk. 
Erdei Klári így emlékezett: 

„…akkor már egy éve gyakorló színésznő voltam. De elkezdődött a csontritkulásom, és az orvosok meggyőztek arról, jobb, ha most hagyom el a pályát, amikor még nagyobb megrázkódtatás nélkül váltani tudok. A főiskolán Apáthi Imre volt a kedves tanárom, s emlékszem,… ő kegyetlenül lehordott, amiért a hivatást elhagytam a biztos állásért…”

Több mint négy évtizeden át volt a rádió népszerű, legkedvesebb hangú bemondója. 1979-ben nyugdíjba vonult, de később is foglalkoztatták. Hét évig Vértessy Sándorral együtt vezette a rádió kívánságműsorát. Az élő adást heti rendszerességgel, hétfőnként, a Petőfi Rádió közvetítette a budapesti stúdióból, de néhány alkalommal vidéki helyszínekről is jelentkezett a műsor.
Testvére: Kárpáthy Zoltán színművész volt.

## Rádiós munkáiból
- 139–660 (A kívánságműsor telefonszáma és egyben címe is ez volt.)
- Kettőtől–hatig... A Rádió kívánságműsora
- Társkeresők klubja